# Biòu d'or
Le Biòu d'or est un trophée taurin créé en 1952 qui récompense le meilleur cocardier de la saison.

## Règlement
Le biòu d'or est attribué par le vote d'un jury composé des 25 membres du Trophée taurin, du vainqueur du Trophée des As de l’année précédente et du président des raseteurs.

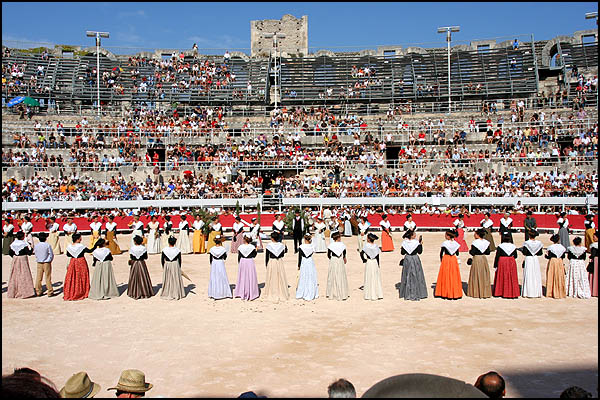
Ouverture de la cérémonie de la cocarde d'or (2006)
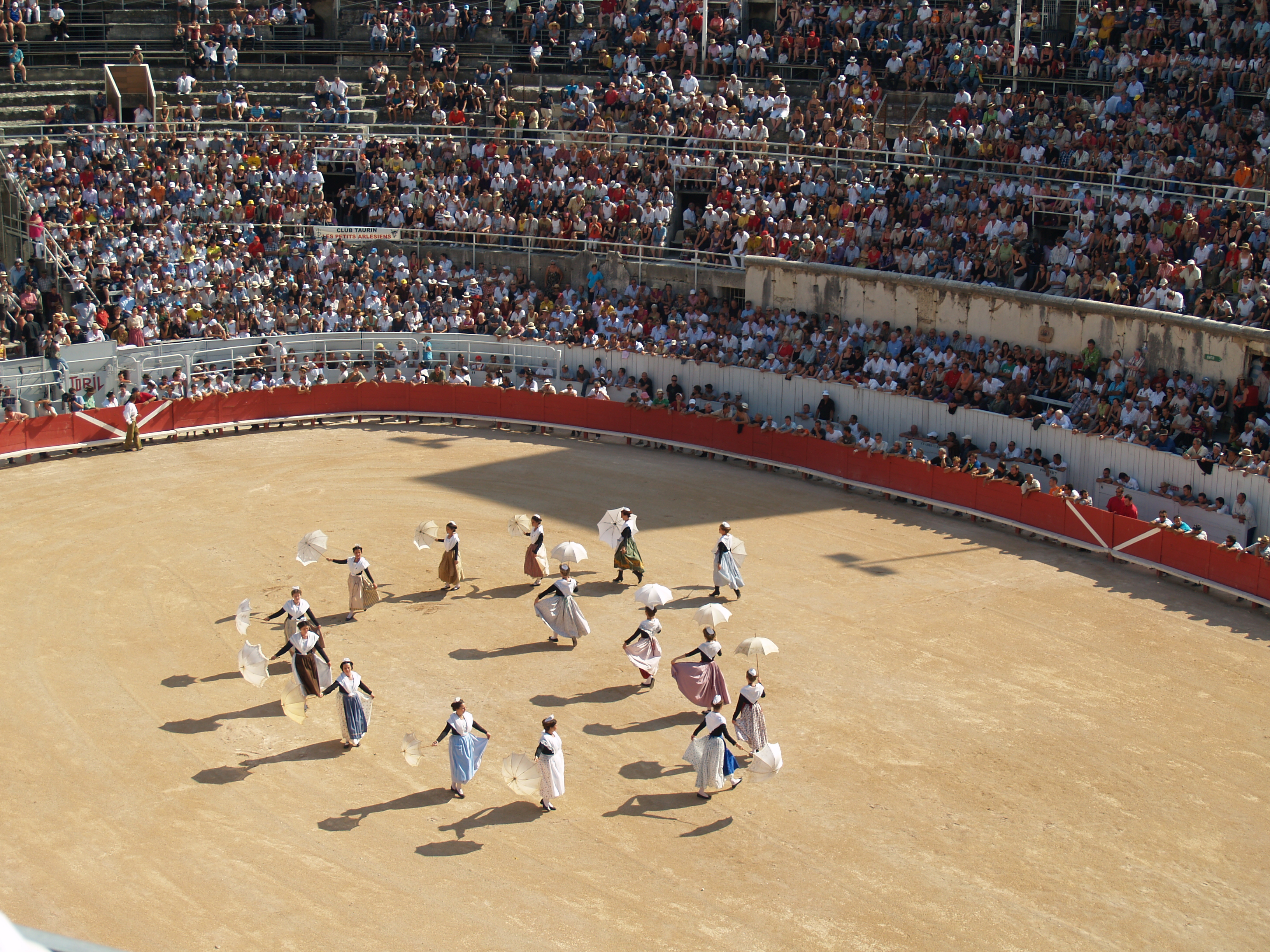
Capelado de la cocarde d'or (2009)

## Palmarès
Le Biòu d'or récompense d'abord une manade en 1954, la manade Bilhau, puis les années suivantes un taureau cocardier.
| Année | Cocardier           | Manade                          | Année | Cocardier    | Manade               |
| ----- | ------------------- | ------------------------------- | ----- | ------------ | -------------------- |
| 1955  | Gandar              | Manade Blatière                 | 1990  | Banco        | Manade Laurent       |
| 1956  | Cosaque             | Manade Lafont                   | 1991  | Sangar       | Manade Janin         |
| 1957  | Régisseur           | Manade Raynaud                  | 1992  | Barraïé      | Manade Lafont        |
| 1958  | Lopez               | Manade Thibaud                  | 1993  | Président    | Manade Saumade       |
| 1959  | Tigre               | Manade Laurent                  | 1994  | Président    | Manade Saumade       |
| 1960  | Tigre               | Manade Laurent                  | 1995  | Mourven      | Manade Blatière      |
| 1961  | Vergézois           | Manade Blatière                 | 1996  | Dalton       | Manade du Joncas     |
| 1962  | Caraque             | Manade Laurent                  | 1997  | Rubis        | Manade Laurent       |
| 1963  | Mario               | Manade Lafont                   | 1998  | Muscadet     | Manade Rouquette     |
| 1964  | Petit Loulou        | Manade Aubanel                  | 1999  | Tristan      | Manade Saumade       |
| 1965  | Loustic             | Manade Laurent                  | 2000  | Pythagore    | Manade Cuillé        |
| 1966  | Loustic             | Manade Laurent                  | 2001  | Tristan      | Manade Saumade       |
| 1967  | Loustic et Cailaren | Manade Laurent et Manade Lafont | 2002  | Virat        | Manade Nicollin      |
| 1968  | Galapian            | Manade Guillierme               | 2003  | Scamandre    | Manade Boch          |
| 1969  | Rami                | Manade Fabre-Mailhan            | 2004  | Virat        | Manade Nicollin      |
| 1970  | Vergézois           | Manade Blatière                 | 2005  | Camarina     | Manade Chauvet       |
| 1971  | Rami                | Manade Fabre-Mailhan            | 2006  | Mathis       | Manade Lautier       |
| 1972  | Joinville           | Manade Lafont                   | 2007  | Camarina     | Manade Chauvet       |
| 1973  | Dur                 | Manade Blatière                 | 2008  | Camarina,    | Manade Chauvet       |
| 1974  | Gardon              | Manade Laurent                  | 2009  | Pasteur,     | Manade Fabre-Mailhan |
| 1975  | Duc                 | Manade Lhoustau                 | 2010  | Guépard,     | Manade Cuillé        |
| 1976  | Goya                | Manade Laurent                  | 2011  | Garlan,      | Manade des Baumelles |
| 1977  | Ventadour           | Manade Lafont                   | 2012  | Garlan,      | Manade des Baumelles |
| 1978  | Ringo               | Manade Blatière                 | 2013  | Ratis,       | Manade Raynaud       |
| 1979  | Ventadour           | Manade Lafont                   | 2014  | Garlan       | Manade des Baumelles |
| 1980  | Pascalet            | Manade Rébuffat                 | 2015  | Mignon       | Manade Cuillé        |
| 1981  | Rousset             | Manade Cuillé                   | 2016  | Mignon       | Manade Cuillé        |
| 1982  | Rousset             | Manade Cuillé                   | 2017  | Mignon       | Manade Cuillé        |
| 1983  | Segren              | Manade Guillierme               | 2018  | Jupiter      | Manade Laurent       |
| 1984  | Samouraï            | Manade Saumade                  | 2019  | Landié       | Manade Nicollin      |
| 1985  | Fidelio             | Manade Laurent                  | 2020  | Non attribué |                      |
| 1986  | Furet               | Manade Lafont                   | 2021  | Muiron       | Manade du Ternen     |
| 1987  | Filou               | Manade Laurent                  | 2022  | Derrick      | Manade Nicollin      |
| 1988  | Barraïé             | Manade Lafont                   | 2023  | Castella     | Manade Saumade       |
| 1989  | Barraïé             | Manade Lafont                   | 2024  | Castella     | Manade Saumade       |